# We Are Undone (album)
We Are Undone è il quinto ed ultimo album della duo band Two Gallants. Il disco è il secondo pubblicato dall'etichetta discografica ATO Records il 2 febbraio 2015.

## Il disco
L'album venne registrato nel tempo di un mese assieme al produttore Karl Derfler al Panoramic House Studio in California, dove i due musicisti vissero fino alla fine del loro lavoro.
Il disco fu annunciato assieme alla pubblicazione del primo singolo, suo omonimo, We Are Undone il 18 novembre 2014. Il 19 gennaio 2015 venne pubblicato su internet il secondo singolo dell'album, Incidental, a cui seguì, il 30 gennaio, l'opportunità di scaricare per intero l'album anticipatamente.
Il 5 febbraio, i Two Gallants partirono per un importante tour di un mese che comprese moltissime tappe anche in Europa. Successivamente al disco venne pubblicato anche un vinile 7" Fools Like Us (Piano) / Smut Shame Blues comprendente una versione di Fools Like Us suonata a pianoforte e la traccia inedita Smut Shame Blues.

### Sonorità e tematiche
Musicalmente, l'album assume toni molto più pesanti discostandosi quasi completamente dal fingerpicking dei primi tre album, lasciando spazio ad un rock molto più forte ed aggressivo al quale la voce di Stephens si adegua diventando sempre più graffiante ed incisiva. Nonostante questo, la componente folk e blues, non scompare del tutto in quanto, all’interno del disco, compaiono alcune ballate che ricordano i primi momenti del duo californiano.
Tematicamente l'album denota una concezione fatalistica e distruttiva del mondo e della società moderna. Attraverso la tecnica dello straniamento, i due californiani, trattano questioni complesse come l'illusione dell'autenticità e la sensazione di impotenza che pervade la vita di ognuno. Per questo, i Two Gallants cercano di entrare nello specifico provando a trovare un senso a tendenze ormai quotidiane come, ad esempio, il consumismo.

### Critica
La critica reagì in modo generalmente positivo all’album apprezzando il sensibile cambio di stile musicale e l’aver fatto della loro visione distopica del mondo un vero e proprio punto di forza. Non mancarono le critiche negative al disco come, ad esempio, quelle riguardanti la trascuratezza dei testi a causa della troppa concentrazione della band nel rinnovare il proprio sound.

## Tracce
Testi di Adam Stephens, musiche di Two Gallants.
1. We Are Undone – 4:24
2. Incidental – 2:28
3. Fools Like Us – 3:25
4. Invitation To The Funeral – 5:27
5. Some Trouble – 4:55
6. My Man Go – 5:40
7. Katy Kruelly – 2:57
8. Heartbreakdown – 4:00
9. Murder The Season / The Age Nocturne – 4:30
10. The Strange Is Gone – 5:29

## Formazione
Gruppo
- Adam Stephens - voce, chitarra, armonica a bocca
- Tyson Vogel - cori, batteria

Produzione
- Rob Carmichael - design
- Karl Derfler - produzione
- Kevin Earl Taylor - Illustrazioni
- Alan Douches - mastering